# Верхньоінтинське міське поселення
Верхньоінти́нське міське поселення (рос. Верхнеинтинское городское поселение) — муніципальне утворення у складі Інтинського міського округу Республіки Комі, Росія. Адміністративний центр — селище міського типу Верхня Інта.

## Населення
Населення — 1152 особи (2010; 2166 у 2002, 4350 у 1989).

## Склад
До складу поселення входять такі населені пункти:
| Населений пункт                   | Населення, осіб (1989) | Населення, осіб (2002) | Населення, осіб (2010) |
| --------------------------------- | ---------------------- | ---------------------- | ---------------------- |
| Верхня Інта, селище міського типу | 4109                   | 2077                   | 1106                   |
| Кочмес, селище                    | 241                    | 89                     | 46                     |